# Panonská provincie

Panonská provincie - Pannonian biogeografical region

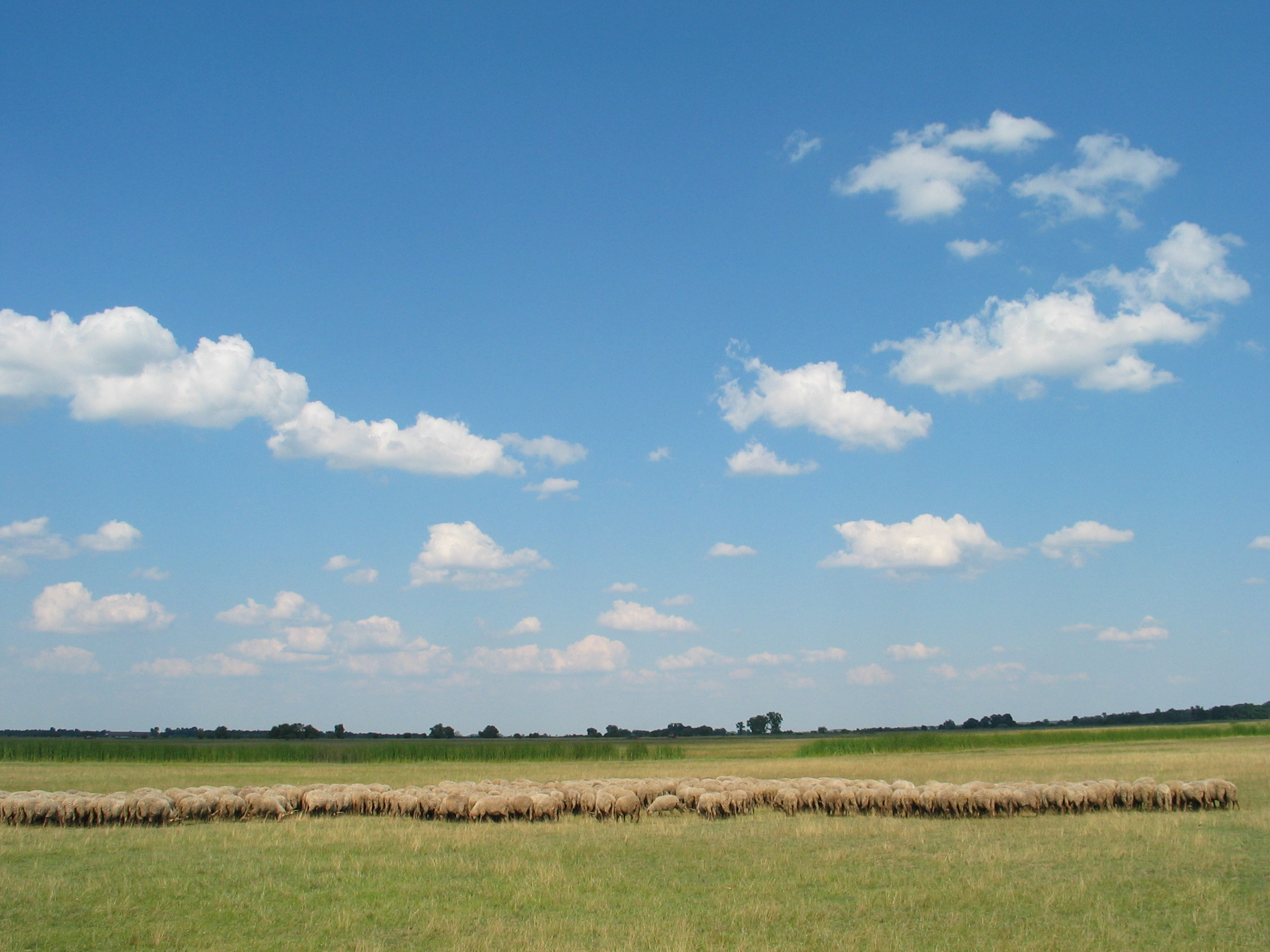
Maďarská pusta - typická krajina Panonie.

Panonská provincie (někdy též Panonie) je biogeografická jednotka, která se rozkládá v oblasti Panonské pánve obklopená pohořími (Alpami ze západu, Dináry z jihu a Karpaty ze severu a východu). Zaujímá celé území Maďarska a částečně zasahuje na území Česka, Slovenska, Rumunska, Srbska a Chorvatska. Panonská provincie byla pojmenována pro účel biogeografického členění Česka, avšak odpovídá Panonské oblasti (Pannonian biogeographical region), která je užívána EU pro program Natura 2000 a Evropskou ekologickou síť EECONET.

## Provincie v Česku
Panonská provincie zasahuje na území Česka svým severozápadním výběžkem do prostoru jižní Moravy, kde je reprezentována svou podřízenou Severopanonskou podprovincií. Pro podrobnější charakteristiku provincie na českém území viz Severopanonská podprovincie. 

## Charakteristika
Jedná se o klimaticky teplou oblast rozlehlých rovin a pahorkatin, která je výrazně ovlivňovaná kontinentálními vlivy z východu. Původní rozsáhlé lesy (tvořené především duby) byly postupem času vymýceny a nahrazeny pastvinami nebo poli. V současnosti se vyskytují pouze fragmenty těchto doubrav, jsou ale floristicky velice bohaté. Dominantním a typickým stanovištěm je druhotná step známá jako maďarská pusta (puzsta). Vyšší biodiverzita původních druhů je soustředěna do míst nevhodných pro zemědělství, tedy do písčitých, zasolených nebo naopak zamokřených nebo horských lokalit. V provincii převažuje teplomilná a suchomilná fauna i flóra. Nicméně množství druhů je také vázáno na vodní a mokřadní ekosystémy, které nabízí poměrně bohatá říční síť povodí Dunaje. Charakteristickým a jedinečným druhem panonských stepí je například drop velký. Endemické taxony flóry se vyskytují především na pastvinách a loukách a jsou jimi například rod šeříků nebo laskavcovitých.
V současnosti největšími hrozbami pro biodiverzitu je intenzivní zemědělství, odvodňování a s tím spojené snižování hladiny spodní vody nebo zasolování půd. Dále pak také regulace vodních toků a ploch a jejich eutrofizace a znečištění.